# Катандувас (Парана)
Катандувас (порт. Catanduvas) — муниципалитет в Бразилии, входит в штат Парана. Составная часть мезорегиона Запад штата Парана. Входит в экономико-статистический микрорегион Каскавел. Население составляет 10 864 человека на 2006 год. Занимает площадь 581,754 км². Плотность населения — 18,7 чел./км².

## Статистика
- Валовой внутренний продукт на 2003 год составляет 109 451 057,00 реалов (данные: Бразильский институт географии и статистики).
- Валовой внутренний продукт на душу населения на 2003 год составляет 10 266,49 реалов (данные: Бразильский институт географии и статистики).
- Индекс развития человеческого потенциала на 2000 год составляет 0,717 (данные: Программа развития ООН).